# Lista över bästsäljande Super Nintendo Entertainment System-spel
Detta är en lista över Super Nintendo Entertainment System-spel som har sålt eller skeppat minst en miljon exemplar.

## Listan
| Titel                                               | År   | Sålda exemplar                                                  |
| --------------------------------------------------- | ---- | --------------------------------------------------------------- |
| Super Mario World                                   | 1990 | 20,6 miljoner                                                   |
| Donkey Kong Country                                 | 1994 | 9 miljoner                                                      |
| Super Mario Kart                                    | 1992 | 8,76 miljoner                                                   |
| Street Fighter II: The World Warrior                | 1991 | 6,3 miljoner>                                                   |
| The Legend of Zelda: A Link to the Past             | 1991 | 4,61 miljoner                                                   |
| Donkey Kong Country 2: Diddy's Kong Quest           | 1995 | 4,37 miljoner: 2,21 miljoner i Japan, 2,16 miljoner i USA       |
| Street Fighter II Turbo                             | 1992 | 4,1 miljoner                                                    |
| Starwing                                            | 1993 | 4 miljoner                                                      |
| Super Mario World 2: Yoshi's Island                 | 1995 | 4 miljoner                                                      |
| Dragon Quest VI: Realms of Reverie                  | 1995 | 3,2 miljoner i Japan                                            |
| Killer Instinct                                     | 1995 | 3,2 miljoner                                                    |
| Donkey Kong Country 3: Dixie Kong's Double Trouble! | 1996 | 2,89 miljoner: 1,77 miljoner i Japan, 1,12 miljoner i USA       |
| Dragon Quest V: Bride of Heaven                     | 1992 | 2,8 miljoner i Japan                                            |
| F-Zero                                              | 1990 | 2,85 miljoner                                                   |
| Chrono Trigger                                      | 1995 | 2,7 miljoner; kan innehålla exemplar från Playstation-versionen |
| Final Fantasy VI                                    | 1994 | 2,55 miljoner i Japan                                           |
| Final Fantasy V                                     | 1992 | 2,45 miljoner i Japan                                           |
| Super Mario All-Stars                               | 1993 | 2,12 miljoner i Japan                                           |
| Pilotwings                                          | 1990 | 2 miljoner                                                      |
| Super Street Fighter II: The New Challengers        | 1993 | 2 miljoner                                                      |
| Secret of Mana                                      | 1993 | 1,83 miljoner                                                   |
| Aladdin                                             | 1993 | 1,75 miljoner                                                   |
| Kirby's Avalanche                                   | 1995 | 1,7 miljoner i Japan                                            |
| Super Puyo Puyo                                     | 1993 | 1,7 miljoner i Japan                                            |
| Mortal Kombat II                                    | 1993 | 1,51 miljoner i USA                                             |
| Dragon Ball Z: Super Fighting Story II              | 1993 | 1,5 miljoner; 1,15 miljoner i Japan                             |
| Romancing SaGa 2                                    | 1993 | 1,49 miljoner                                                   |
| Final Fight                                         | 1990 | 1,48 miljoner                                                   |
| Super Mario RPG: Legend of the Seven Stars          | 1996 | 1,47 miljoner i Japan                                           |
| Dragon Ball Z: Super Fighting Story                 | 1993 | 1,45 miljoner i Japan                                           |
| Final Fantasy IV                                    | 1991 | 1,44 miljoner i Japan                                           |
| Kirby Super Star                                    | 1996 | 1,44 miljoner                                                   |
| Dragon Warrior III                                  | 1996 | 1,4 miljoner i Japan                                            |
| Romancing SaGa                                      | 1992 | 1,32 miljoner                                                   |
| Romancing SaGa 3                                    | 1995 | 1,3 miljoner i Japan                                            |
| The Lion King                                       | 1994 | 1,27 miljoner i USA                                             |
| Mortal Kombat 3                                     | 1995 | 1,22 miljoner i USA                                             |
| NBA Jam                                             | 1994 | 1,22 miljoner i USA                                             |
| The Magical Quest                                   | 1992 | 1,21 miljoner                                                   |
| Derby Stallion III                                  | 1995 | 1,2 miljoner i Japan                                            |
| Dragon Warrior I & II                               | 1993 | 1,2 miljoner i Japan                                            |
| Mega Man X                                          | 1993 | 1,16 miljoner                                                   |
| Derby Stallion '96                                  | 1996 | 1,1 miljoner i Japan                                            |
| Super Ghouls 'n Ghosts                              | 1991 | 1,09 miljoner                                                   |
| Final Fight 2                                       | 1993 | 1,03 miljoner                                                   |
| Super Metroid                                       | 1994 | 1 miljon                                                        |

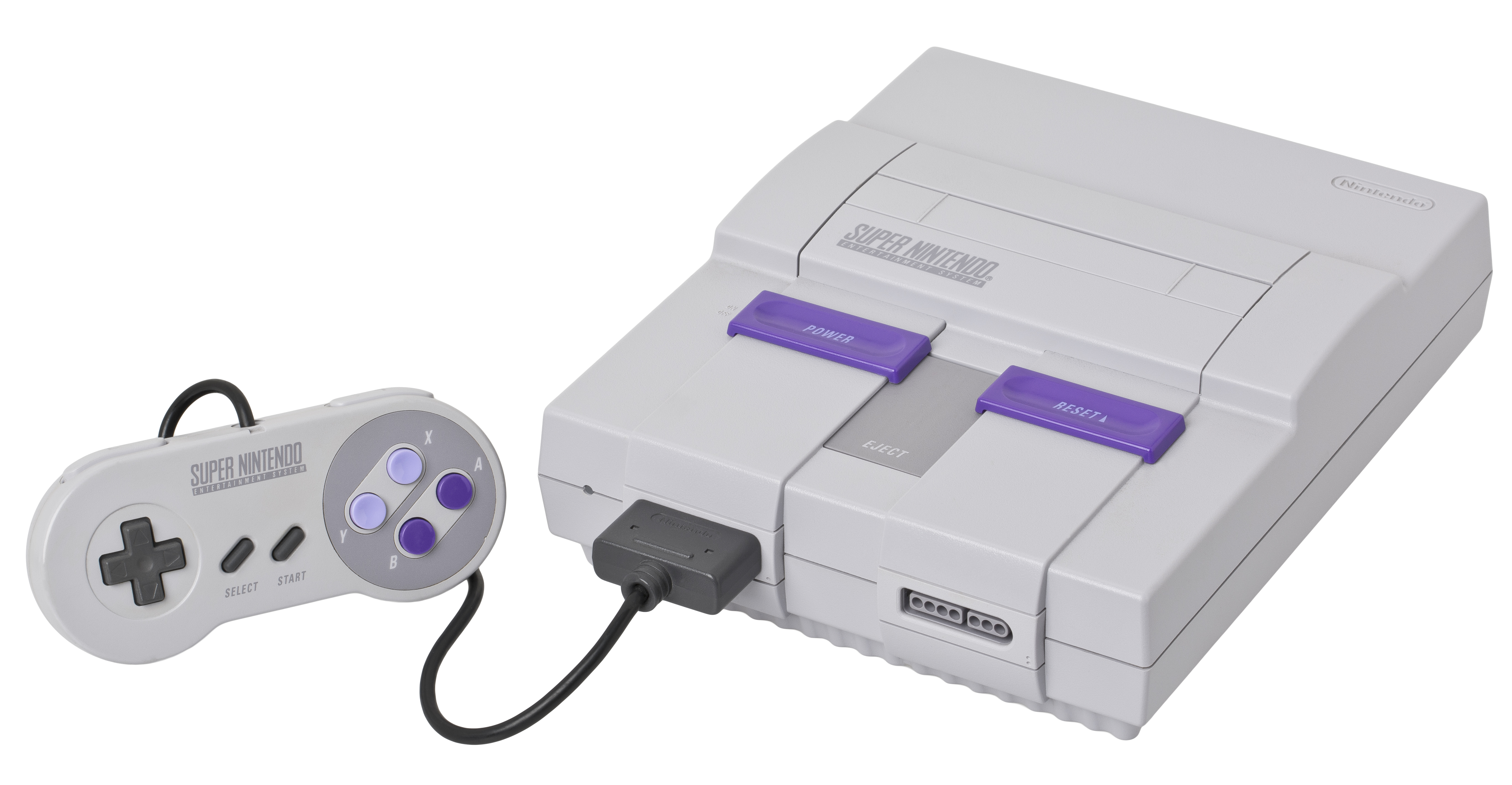
Nordamerikanskt exemplar av Super Nintendo Entertainment System

Totalt antal Super Nintendo Entertainment System-spel sålda sedan 31 december 2009: 379,06 miljoner.